# Oliva de la Frontera (kommunhuvudort)
Oliva de la Frontera är en kommunhuvudort i Spanien.   Den ligger i provinsen Provincia de Badajoz och regionen Extremadura, i den sydvästra delen av landet, 400 km sydväst om huvudstaden Madrid. Oliva de la Frontera ligger 376 meter över havet och antalet invånare är 5 682.
Terrängen runt Oliva de la Frontera är platt åt nordväst, men åt sydost är den kuperad. Runt Oliva de la Frontera är det glesbefolkat, med 12 invånare per kvadratkilometer. Närmaste större samhälle är Jerez de los Caballeros, 13,7 km öster om Oliva de la Frontera. 